# Amours contrariés
Amours contrariées  est le 8e épisode de la saison 3 de la série télévisée Buffy contre les vampires.

## Résumé
Spike fait son retour à Sunnydale, mais sombre dans l'alcoolisme et la dépression depuis que Drusilla l'a plaqué au Brésil. Il est même à deux doigts de mourir brûler vif, car il s'est endormi dehors en plein soleil. Pendant ce temps, Alex et Willow sont de plus en plus attirés l'un vers l'autre. Rongée par la culpabilité, l'apprentie sorcière se rend à une boutique de magie pour acheter des ingrédients qui lui permettront de fabriquer un philtre pour briser cette attirance, là où le vampire s'y trouve également. Après avoir tué la vendeuse du magasin, il capture Alex et Willow, assomme le premier et les emmène à l'ancienne usine où il vivait. Il ordonne à la jeune femme de lui fabriquer un philtre d'amour pour Drusilla avant de se confier à elle sur la façon dont la vampire l'a plaqué et va même jusqu'à pleurer sur son épaule. Avant d'aller chercher les ingrédients, il rend visite à Joyce et lui confie également ses mésaventures. Angel et Buffy les rejoignent, mais Spike explique détenir Alex et Willow en otage et les rendra responsables de leur mort s'il n'obtient pas ce qu'il veut.
Pendant ce temps, Cordelia et Oz partent à la recherche de Giles, et grâce à son odorat de loup-garou, le guitariste suit l'odeur de sa compagne. Mais arrivés à l'usine, ils surprennent Alex et Willow en train de s'échanger un baiser. Cordelia prend la fuite, mais les escaliers s'effondrent et elle se retrouve empalée dans une barre de fer. À la boutique de magie, Angel, Buffy et Spike s'allient temporairement pour combattre les vampires qui les encerclent, et après avoir ouvert les yeux à ses deux protagonistes sur la nature de leur relation, le dernier réalise qu'il doit redevenir lui-même pour reconquérir Drusilla et part de la ville. Hospitalisée, Cordelia reçoit la visite d'Alex, mais n'arrive pas à lui pardonner et rompt avec lui. De son côté, Oz refuse d'adresser la parole à Willow.